# Kaufbeuren

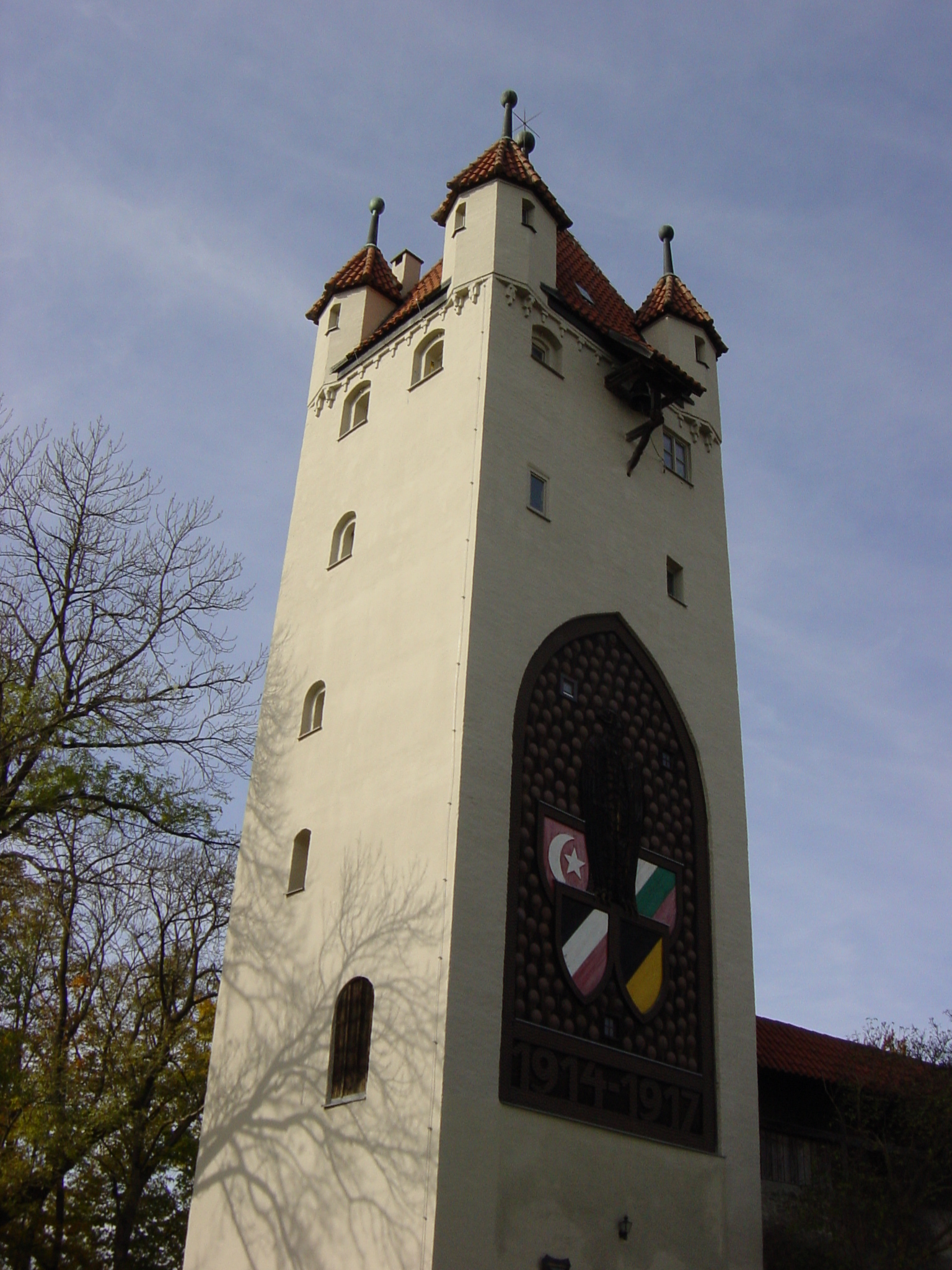
Fünfknopfturm

Kaufbeuren (phát âm tiếng Đức: [kaʊfˈbɔʏʁən]) là một thành phố độc lập ở Regierungsbezirk Schwaben, phía nam Bayern. Thành phố là một khu vực nằm trọn trong huyện Ostallgäu.
Thành phố có diện tích 40,2 kilômmét vuông, dân số là 43.845 người.

## Các khu vực dân cư
- Kaufbeuren (Altstadt - Phố cổ)
- Hirschzell
- Kemnat
- Neugablonz
- Oberbeuren

## Các công trình nổi bật
- Toà thị chính (xây năm 1879–1881)
- Crescentiakloster (lập năm 1150)
- Phố cổ
- St.-Martins-Kirche
- Fünfknopfturm (Toà tháp)
- St.-Blasius-Kirche
- Hexenturm
- Gerberturm
- Pulverturm
- Münzturm
- Sywollnturm
- Zollhäuschen
- Stadttheater Kaufbeuren
- kunsthaus kaufbeuren